# Ekklesiasterion

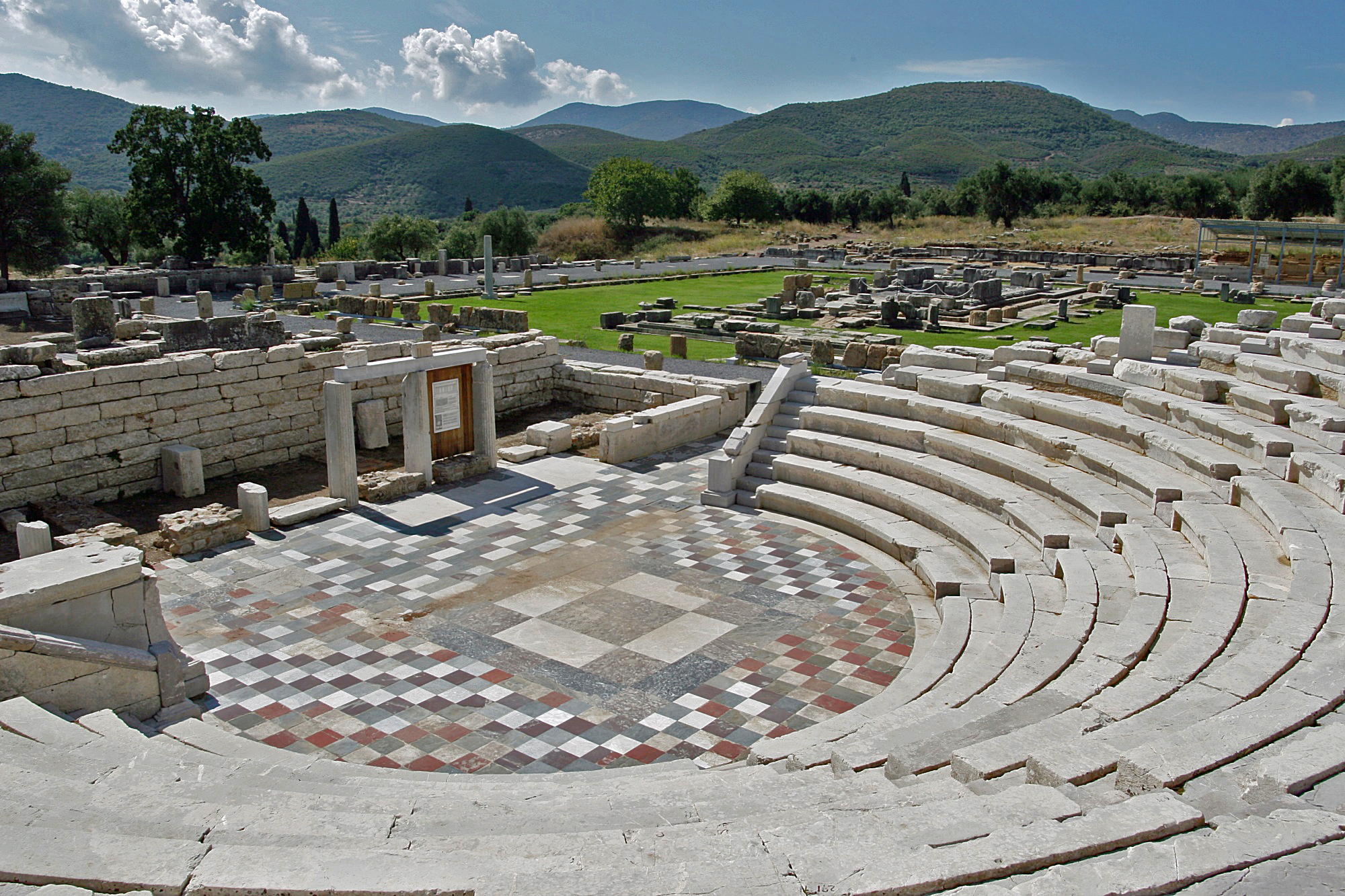
Ekklesiasterion von Messene

Ein Ekklesiasterion (griechisch ἐκκλησιαστήριον) war in den Stadtstaaten des antiken Griechenlands der Versammlungsraum der Ekklesia, der Volksversammlung der Stadt, der alle Bürger mit vollem Bürgerrecht angehörten. Ein engerer Kreis, der Rat (Bule) der Stadt, tagte dagegen in dem wesentlich kleineren Buleuterion.
Das Ekklesiasterion bestand in der Regel ähnlich wie das Theater der griechischen Antike aus ansteigenden Sitzreihen, die im Halbkreis um eine Rednertribüne angeordnet waren. Im Ekklesiasterion von Akragas auf Sizilien waren es beispielsweise 20 Sitzreihen. Das älteste bekannte Ekklesiasterion ist das von Metapont, das auf das Ende des 7. Jahrhunderts v. Chr. zurückgeht.